# Tečaj opće lingvistike
Tečaj opće lingvistike (Cours de linguistique générale) bilješke su s predavanja slavnog jezikoslovaca Ferdinanda de Saussurea koje su poslije njegove smrti objavili njegovi studenti.  U ovom djelu De Saussure lingvistiku određuje dijelom semiologije, zadaje jezik kao predmet lingvistici te daje počelo modernom strukturalizmu.

## Autorstvo
Djelo su objavili nakon smrti Ferdinanda de Saussurea studenti koristeći se bilješkama s njegovih predavanja. Bili su to Charles Bally i Albert Sechehaye. Tečaj se temelji na trima ciklusima bilježaka iz razdoblja predavanja u Ženevi od 1877. do 1906. Nakon Saussureove smrti, Bally i Sechehaye htjeli su objaviti njegova predavanja, ali su ustvrdili da nije pisao nikakve osobne pripreme (ovu knjigu vjerojatno nikad i nije planirao napisati), stoga su prikupili bilješke devetorice studenata, koje su bile neujednačene i nepotpune. Najdetaljnije su bile Degallierove i Riedlingerove bilješke, ali promaknule su im Constantinove koje je objavio Robert Godel 1957. godine.

## Osnovne dihotomije
U tom djelu postoji pet temeljnih dihotomija:
- jezična djelatnost (langage): jezik (langue) - govor (parole)
- jezični znak: označitelj (signifiant)[1] - označenik ili označeno ('signifié')[2]
- pristup: interna lingvistika - eksterna lingvistika
- perspektiva: sinkronija - dijakronija
- odnosi: sintagmatski odnosi - asocijativni odnosi

Njoj je De Saussure pridao i šestu dihotomiju razlikovanja forme i supstancije.

## Jezik i govor
Sadržaj lingvistike tvore sve manifestacije ljudskoga jezika. Da bi se riješili svi problemi oko predmeta lingvistike, moramo se čvrsto postaviti na teren jezika i uzeti ga kao normu za sve manifestacije jezične djelatnosti.
Jezik (langue) tako postaje sustav znakova koji odgovara sustavu misli. On je društveni proizvod mogućnosti govorenja zajedno sa skupom nužnih uvjeta koje je društvo prihvatilo da bi omogućilo pojedincu da se navedenom mogućnošću služe. Čovjeku je urođena sposobnost da uspostavi taj jezik, a priroda znaka o kojem se govori nije bitna. Jezik je društven i postoji djelovanjem mase koja govori i vremena. Ako se ukloni masa, ne možemo promatrati promjene koje bi nastale djelovanjem društva, a ako se ukloni vrijeme, ne možemo uopće govoriti o promjenama.
Govor (parole) pojedinačni je, voljni i razumni čin. To mogu biti kombinacije kojima govornik iskorištava jezični kod da bi izrazio svoje misli ili pak psihofizički mehanizam koji mu omogućava da te kombinacije i izrazi.
Za razliku od govora, jezik je društven, nužno postoji samo u masi (u masi jezik može živjeti, ali je živ tek djelovanjem vremenske sfere), bitan je i zajednički, on je proizvod što ga pojedinac pasivno preuzima. Govor je pak individualan čin, sporedan i neponovljiv. Funkcioniranjem prihvatne i koordinativne sposobnosti kod govornika ostaju otisci koji s vremenom postaju isti kod svih. Kad bismo skupili sve verbalne slike unutar svih pojedinaca, dotaknuli bismo društvenu vezu koja tvori jezik. On je po svojoj prirodi društven i ljudska je činjenica, a jezična djelatnost to nije. Također, jezična je djelatnost heterogena, a jezik je homogen. Jezik postoji samo zahvaljujući svojevrsnom dogovoru sklopljenom u zajednici.
Jezik je zemlja artikulacija, svaki je jezični termin maleni ud (articulus) u kojem se ideja ustaljuje u glasu, a glas postaje znakom ideje. On je poput lista papira - misao je lice, a glas je naličje. Ne možemo rezati lice, a da pritom ne režemo naličje. Oni su neodvojivi, a možemo ih razdvojiti samo na čistoj psihološkoj ili fonološkoj razini.
Jezik je forma, a ne supstancija.

## Označitelj i označenik
Jezični znak kombinacija je pojma i akustičke slike. Akustička slika psihički je otisak zvuka, nije materijalan zvuk, ona je predodžba naših osjetila, virtualan jezični čin izvan svakog ostvarenja u govoru. I pojam i akustička slika u mozgu su povezani asocijacijom. De Saussure predlaže nazive: pojam > označenik ili označeno (signifié) te akustička slika > označitelj (signifiant). Jezični znak tako postaje psihički entitet s dva nerazdruživa lica.
Jezični je znak arbitraran, odnosno veza između označenika i označitelja je proizvoljna. Oni u stvarnosti nemaju nikakve prirodne veze za razliku od simbola gdje uvijek postoji neki ostatak prirodne veze između označenika i označitelja. Arbitrarnost označava nemotiviranost, a sama arbitrarnost znaka štiti jezik od pokušaja koji bi ga išao promijeniti. Naime, svakog trenutka naslijeđe prošlosti prevladava nad slobodom izbora. Znak poznaje zakon tradicije jer je arbitraran, a zato što se zasniva na tradiciji, može biti arbitraran. Jedina osobina jezika u kojoj on nije potpuno arbitraran jest nesposobnost mase da ga mijenja, on je u toj točki relativno racionalan. Onomatopeje i usklici nisu pravi prigovori arbitrarnosti jer su sporednog značenja, nisu organski elementi sustava te je njihovo simboličko podrijetlo prijeporno.
Označitelj je slušne prirode te se odvija u samom vremenu i uzima njegove značajke, Prva je da predstavlja protezanje u prostoru, a druga da se ta prostornost očituje u jednoj dimenziji, on je crta ili linija. Akustički elementi nižu se jedan za drugim i tvore lanac, a to se najbolje vidi u pismu kad se odraze u prostorni slijed pisanih znakova.
Promjene jezičnog znaka zapravo su pomicanja odnosa između označitelja i označenika. Načelo promjene temelji se na načelu kontinuiteta, a pomicanje odnosa posljedica je arbitrarnosti znaka.

## Sinkronija i dijakronija
Os AB os je simultanosti ili istodobnosti na kojoj su odnosi između supostojećih stvari, a isključeno je upletanje vremena. Os CD os je sukcesivnosti ili slijeda koja sadrži sve stvari iz prve osi sa svojim promjenama, ali se na njoj istodobno ne može promatrati više od jedne stvari. Mnoštvo jezičnih znakova onemogućava nam istodobno izučavanje odnosa u vremenu i odnosa u sustavu.
Dijakronijska lingvistika (evolucijska, evolutivna, razvojna) proučava logičke i psihološke odnose koji povezuju supostojeće termine koji zamjenjuju jedni druge te tvore sustav onako kako ih kolektivna svijest vidi. Dijakronijske pojave pokazuju pravilnosti i ne nameću se jeziku. Dijakronija uvijek doziva dva istodobna termina, bitna joj je opreka.
Sinkronijska lingvistika (znanost stanja jezika, statička) proučava odnose koji povezuju susjedne termine koji ne tvore sustav, a kolektivna ih svijest ne vidi. Sinkronijske pojave ne pokazuju pravilnosti, ali se nameću jeziku. Sinkronija se tiče samo jednog termina, on se mijenja nekim drugim, a u središtu pažnje uvijek ostaje samo jedan termin.
Sinkronija kao proučavanje statičkog aspekta i dijakronija kao proučavanje razvojnog aspekta autonomne su i međuovisne perspektive.

## Izvanjski i unutarnji elementi
Izvanjska lingvistika proučava izvanjske elemente jezika strane njegovu organizmu i sustavu. To su dodiri s etnologijom, politikom, institucijama i zemljopisnim čimbenicima. Proučavanje ovih elemenata vrlo je korisno, ali i bez njih se može spoznati sam jezični sustav.
Unutarnja lingvistika ne dopušta bilo kakvo raspoređivanje, ona određuje jezik kao sustav koji poznaje samo svoj vlastiti red. Unutarnje je sve ono što u bilo kojoj mjeri i na bilo kakav način mijenja sustav.

## Sintagmatski i asocijativni odnosi
Sintagme su kombinacije temeljene na linearnom karakteru označitelja - protezanju u prostoru, riječi se međusobno povezuju u odnose koji isključuju mogućnost da dvije riječi odjednom izgovorimo. Sintagme se sastoje od dvije ili više jedinica, a riječ unutar sintagme dobiva vrijednost samo oprekom prema ostalim članovima. Izvan diskursa riječi se povezuju asocijacijama na temelju zajedničkih značajki.
Sintagmatski odnosi jesu odnosi in praesentia, zasnivaju se na dvama ili više terminima jednako prisutnima u stvarnom nizu, nosač je protezanje u prostoru i sama linearnost.
Asocijativni odnosi jesu odnosi in absentia koji se zasnivaju na povezivanju termina u virtualnom mnemoničkom nizu, sjedište im je u mozgu. Asocijacije se mogu temeljiti na analogiji označenika ili na zajedništvu akustičkih slika.

## Jezik kao sustav
Jezik je poput igre šaha. Razlikuje se unutarnji od vanjskog aspekta - nije bitno otkud su figure i kakav im je materijal, te izvanjske činjenice ne mijenjaju sustav. Jezik kao sustav mijenja samo ono što mu je svojstveno kao unutarnje. Vrijednost figura ovisi o njihovu položaju na šahovskoj ploči, baš kao što u jeziku riječi imaju vrijednosti zbog opreke s drugima. Sustav je kao i šahovski postav uvijek trenutačan, mijenja se od situacije do situacije. Da bismo prešli iz jedne sinkronije udrugu, premještamo jednu figuru. To premještanje samo jedne figure koje izaziva promjenu jest dijakronija koja se tiče samo jednog elementa zamijenjenog drugim. No, ta jedna promjena jedne figure djeluje na cijeli sustav i ta je promjena različita od onog što joj prethodi i što nakon nje dolazi.
Mijenjanje ne pripada nijednom od ta dva stanja koja jedina jesu bitna. Svaki novi postav ploče, odnosno svaka jezična sinkronija, neovisna je i slobodna od onog što joj je prethodilo. Jedna je točka usporedbe neprikladna - igrač ne bi trebao biti svjestan, on bi morao spontano, slučajno i nesvjesno mijenjati sustav. Također, šahovske figure imaju svoju vrijednost, baš kao i jezične vrijednosti. Zamijenimo li neku figuru nekim drugim predmetom, lako možemo nastaviti igru jer je bitna samo vrijednost koju smo tom predmetu dodali. U jeziku se, dakle, pojam vrijednosti podudara s pojmom identičnosti.